# Milly (actrice)
Pour les articles homonymes, voir Milly.
Carla Mignone, connue sous son nom de scène  Milly, née le 26 février 1905 à Alessandrie (Italie) et morte le 22 septembre 1980 à Nepi, est une chanteuse, actrice et interprète de cabaret italienne.

## Biographie
Son père a abandonné sa famille en 1910 et a été élevé par sa mère. Elle est la sœur du comédien Totò Mignone avec qui elle a joué dans son enfance, avec sa sœur Mity. Adolescente, elle travaille au Teatro Fiandra où elle débute en tant que chanteuse en 1925. À l'époque, le prince Umberto di Savoia tombe amoureux d'elle. Sa sœur Mity a épousé Mario Mattoli.
Elle déménage aux États-Unis avant l'éclatement de la Seconde Guerre mondiale et revient en Italie après la guerre. Elle a joué à l'Opéra Threepenny au Piccolo Teatro de Milan dirigé par Giorgio Strehler. Elle a enregistré de nombreux albums dans diverses langues et est apparue dans de nombreux films, la plupart italiens, mais aussi comme The Girl from Scotland Yard (1937) et Gidget Goes à Rome (1963), ainsi le film d'horreur de Mario Bava Les Trois Visages de la peur (aux États-Unis, Black Sabbath ; 1963), avec Boris Karloff.

## Filmographie partielle
- 1934 : Temps maximum (Tempo massimo) de Mario Mattoli
- 1935 : Amo te sola de Mario Mattoli
- 1936 : Musica in piazza de Mario Mattoli
- 1937 : Miss Scotland Yard (en) (The Girl from Scotland Yard)[3] de Robert G. Vignola
- 1958 : L'Homme de paille (L'uomo di paglia) de Pietro Germi
- 1959 : L'Enfer dans la ville (Nella città l'inferno) de Renato Castellani
- 1961 : Laura nue (Laura nuda) de Nicolò Ferrari
- 1961 : Jour après jour (Giorno per giorno disperatamente) d'Alfredo Giannetti
- 1963 : Gidget à Rome (Gidget Goes to Rome) de Paul Wendkos
- 1963 : Les Trois Visages de la peur (I tre volti della paura) de Mario Bava
- 1969 : Disons, un soir à dîner (Metti, una sera a cena) de Giuseppe Patroni Griffi
- 1970 : Le Conformiste (Il conformista) de Bernardo Bertolucci

## Discographie
33 tours
- 1964 : Stramilano (Jolly, LPJ 5036)
- 1965 : Il palcoscenico di Milly (Jaguar, SJGR 74004)
- 1966 : Cabaret italiano fra due guerre 1917-1943 (la voce del padrone, QELP 8118)
- 1969 : Canzoni e personaggi del cabaret di oggi (Joker, SM 3210)
- 1972 : D'amore e di libertà (PDU, PLD A 5038/9) Album doppio
- 1974 : Tante storie d'amore e di follia (Ariston Records, Ar 12141)
- 1975 : Goliardia anni trenta (Ariston Records, Ar 12307; con Carlo Pierangeli)
- 1980 : Addio Tabarin... (Ri-Fi, RPO 72025)

45 tours
- 1965: Passa la ronda/Scettico blues (La voce del padrone, mq 1952)
- 1965: Donna e giornale/La signora di trent'anni fa (La voce del padrone, mq 1953)
- 1975: Scarpe nuove/Giovedì speciale (Ariston Records, AR 00661)

EP
- 1964: Cabaret all'italiana (I Dischi del Sole, DS 27)
- 1965: Milly 1 (I Dischi del Sole, DS 48)

CD
- 1997: La leggenda di Milly (RTI Music; ristampa con diverso titolo del 33 giri del 1972 D'amore e di libertà)